# چین جونجیه
چین جونجیه (چینی: 秦俊杰) یک هنرپیشه اهل چین است. وی از سال ۲۰۰۶ تا کنون مشغول فعالیت بوده است.
از فیلم‌ها یا مجموعه‌های تلویزیونی که وی در آن‌ها نقش داشته است می‌توان به نفرین گل طلایی و قهرمانان تنیس اشاره نمود.